# 安孜乡
安孜乡，是中华人民共和国四川省甘孜藏族自治州白玉县下辖的一个乡镇级行政单位。

## 行政区划
安孜乡下辖以下地区：
门马二村、如须村、门马一村、麻绒村和昌戈村。